# Coccomyces petersii
Coccomyces petersii är en svampart som först beskrevs av Berk. & M.A. Curtis, och fick sitt nu gällande namn av Sherwood 1980. Coccomyces petersii ingår i släktet Coccomyces och familjen Rhytismataceae.   Inga underarter finns listade i Catalogue of Life.